# Teddy Sampson
	Nora Sampson (8 de agosto de 1895-24 de noviembre de 1970), conocida profesionalmente como Teddy Sampson, fue una actriz de teatro y cine mudo estadounidense que apareció en al menos cuarenta y una películas entre 1914 y 1923.

## Biografía
Nora Sampson nació en Nueva York, la sexta de siete hijos criados por Revere y Mary Sampson. Su padre, que trabajaba para una compañía de taxis de Nueva York, era tataranieto del patriota estadounidense Paul Revere. Los padres de Sampson se casaron en 1885, unos cinco años después de que su madre emigrara de Irlanda.
Sampson comenzó su carrera en los escenarios con una actuación de dos años en el vodevil de Gus Edwards "School Days" y más tarde una temporada con Blanche Ring en "Wall Street Girls". Después de aparecer en la comedia "When Claudius Smiles", Sampson comenzó su carrera cinematográfica bajo la dirección de D. W. Griffith en películas realizadas en Nueva York y más tarde en Hollywood.

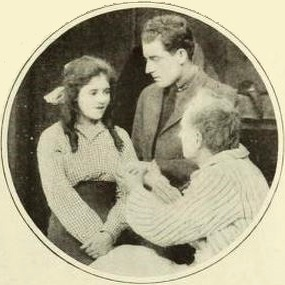
Fotograma de la película de género wéstern estadounidense Sympathy Sal (1915) con Teddy Sampson

La primera película conocida de Teddy Sampson, The Life of General Villa (1914), de D. W. Griffith, presentaba a Pancho Villa como él mismo con Sampson en el papel de una de sus hermanas. Casi 90 años después, la actriz Alexa Davalos interpretó a Sampson en la película de HBO And Starring Pancho Villa as Himself (2003).
Sampson actuó en Christie Comedies, de "Smiling Bill" Parson y en varias películas protagonizadas por su esposo, el cómico Ford Sterling. Su matrimonio con Sterling, aunque a veces accidentado, duró unos 25 años y sólo terminó tras la muerte de éste en 1939. Teddy Sampson murió en Los Ángeles más de 30 años después, el 24 de noviembre de 1970.

## Filmografía parcial
- The Life of General Villa (1914)
- The Slave Girl (1915)
- The Pretty Sister of Jose (1915)
- The Outlaw's Revenge (1915)
- Sympathy Sal (1915)
- The Fatal Glass of Beer (1916)
- As in a Looking Glass (1916)
- The Weakness of Man (1916)
- Hickory Hiram (1918)
- Her American Husband (1918)
- Bits of Life (1921)
- The Chicken in the Case (1921)
- Outcast (1922)
- The Bad Man (1923)